# Ivar Sefve
Sven Ivar Sefve, född 22 november 1886 i Norrköpings norra församling, död 5 juli 1953 i Göteborg (Örgryte), var en svensk zoolog, rektor och högerpolitisk riksdagsledamot.

## Biografi
Ivar Sefve var son till folkskolläraren Vilhelm Svensson. Han avlade mogenhetsexamen i Norrköping 1905 och studerade därefter vid Uppsala universitet där han blev filosofie kandidat 1908 och filosofie licentiat 1910. Han företog 1910–1911 en forskningsresa till Sydamerika och blev 1912 filosofie doktor med avhandlingen Die fossilen Pferde Südamerikas, varefter han var docent i zoologi i Uppsala 1912–1914. Han var lektor i biologi vid Falu högre allmänna läroverk från 1914-1928. 1918-1928 var han tillförordnad rektor vid Falu högre allmänna läroverk. 1928 blev han vid Vasa högre allmänna läroverk i Göteborg. Under sin tid i Falun var han kommunalpolitiskt aktiv, bland annat som ledamot av stadsfullmäktige och ordförande i drätselkammaren. Även i Göteborg anlitades han i det kommunala arbetet som ledamot av folkskolestyrelsen med mera. Han deltog även i det partiorganisatoriska arbetet som ordförande i Göteborgs högerförbund 1946. I riksdagen var han ledamot av andra kammaren 1934–1936 och från 1941–1948. Som politiker utnyttjades han för olika sakkunnighetsuppdrag, bland annat som ledamot av 1944 års nykterhetskommitté, av parlamentariska undersökningskommissionen angående flyktingärenden och säkerhetstjänst 1946–1947 och av expertrådet inom 1946 års skolkommission. Sefve var även verksam inom folkbildningsrörelsen och utgav flera populärvetenskapliga arbeten som Bolivianska strövtåg (1923), Utdöda djur (1924), Utvecklingsläran (1926), Sydamerika (1927), Liv och materia (1-3, 1929–1931) och Människan och hennes föregångare (1944). Han var även aktiv som skolbokförfattare inom det biologiska området.